# Stuntman: Ignition
Stuntman Ignition è un videogioco di guida/azione per PlayStation 2, PlayStation 3 e Xbox 360, il seguito del videogioco Stuntman del 2002.
Impersonando uno stuntman di Hollywood, il giocatore deve fare da controfigura in 6 film di vario genere:
- Aftershock: Un film catastrofico campione di incassi (parodia di Dante's Peak).
- Whoopin and a Hollerin 2: Un movimentato film sulle disavventure di due fratelli a bordo della loro veloce auto, il generale Stewart (si tratta di una parodia di The Dukes of Hazzard)
- Strike Force Omega: Un film di guerra ambientato in Kirghizistan (Parodia dell'A-Team).
- Overdrive: Film poliziesco d'azione in stile anni 70, parodia di Stursky & Hutch: si impersona Stone sulle tracce di un famoso trafficante di droga, Varga.
- Never Kill Me Again: Impersonando la famosa spia Simon Crown, ci getteremo sui ghiacciai remoti della Cina (si tratta di una parodia di James Bond)
- Night Avenger: Vestiremo i panni di Night Avenger (parodia di Batman), un famoso supereroe dei fumetti, perennemente in lotta contro il male.

Si possono affrontare anche molte sfide secondarie, tra cui: gara veloce, multiscontro e costruttore.